# Vlag van Noorderzijlvest

De vlag van het waterschap van Noorderzijlvest

De vlag van Noorderzijlvest werd op 5 april 2000 per algemeen bestuur vastgesteld als de vlag van het waterschap Noorderzijlvest. Deze vlag is ontworpen door Consulentschap voor de Heraldiek in de provincie Groningen.

## Beschrijving
De beschrijving van de vlag is als volgt:
Vier golvende banen van wit, groen, wit en groen in de verhouding 2:1:1:2, met in de broektop een rood hart, klaverbladvormig ingesprongen, en in de broekhoek een witte lelie.

## Symboliek
De vlag is afgeleid door het wapen van het waterschap. Het hart staat voor Groningen; het is eigenlijk een gestileerd waterlelieblad, zoals het voorkomt in vlag en wapen van de Ommelanden - en sluit daarom ook aan op Friesland (vroeger stonden de Ommelanden bekend als de Friese Ommelanden.) Waterlelieblad, ook wel bekend als pompenbladen, symboliseren waterzuiverheid. De lelie is het symbool van Maria en stelt Drenthe voor, dat de Heilige Maagd en zijn provinciewapen heeft. De oorsprong van die wapens is het zegel van het klooster Maria in Campis in Assen, dat een belangrijke rol speelde in Noord-Drenthe.

## Vergelijkbare wapens

Het wapen van het waterschap Noorderzijlvest

Aa en Maas · Amstel, Gooi en Vecht · Brabantse Delta · Delfland · De Dommel · Drents Overijsselse Delta · Fryslân · Hollands Noorderkwartier · Hollandse Delta · Hunze en Aa's · Limburg · Noorderzijlvest · Rijn en IJssel · Rijnland · Rivierenland · Scheldestromen · Schieland en de Krimpenerwaard · De Stichtse Rijnlanden · Vallei en Veluwe · Vechtstromen · Zuiderzeeland
Voormalige waterschappen: 
De Aa · De Aarlanden · Alblasserwaard en de Vijfheerenlanden · De Alm · Amelander Grieën · Amstel- en Gooiland · Amstelland · Boarn en Klif · De Bovenvecht · Drentse Aa · Duurswold · Eemszijlvest · Goeree-Overflakkee · Gouwelanden · Groot Maas en Waal · Groot-Haarlemmermeer · Groot-Waterschap van Woerden · Groote Waard · Haarlemmermeerpolder · Hulster Ambacht · IJsselmonde · Krimpenerwaard · Land van Heusden en Altena · Het Lange Rond · Lauwerswâlden · Leidse Rijn · Linge · De Maaskant · Het Maasterras · Mark en Dintel · Marne-Middelsee · Meer en Woude · De Middelsékrite · De Nederwaard · Noord-Beveland · Noord- en Zuid-Beveland · Noord-Limburg · Noord-Veluwe · Noordhollands Noorderkwartier · Noordoostpolder · Noordwoude · Oldambt · Oude IJssel · De Overwaard · De Proosdijlanden · Purmer · Regge en Dinkel · De Runde · Salland · Schermer · Schieland · De Schipbeek · Schouwen-Duiveland · Sevenwolden · De Stellingwerven · Tholen · Tusken Waed en Ie · Uitwaterende Sluizen in Kennemerland en West-Friesland · De Vechtlanden · De Vier Noorder Koggen · Het Vrije van Sluis · De Waadkant · Walcheren · Waterland · De Waterlanden · Westergo's IJsselmeerdijken · Westerkwartier · Westfriesland · Wilck en Wiericke · Wilhelminapolder · Zuiveringschap Limburg